# Марія Міллер
Марія Френсіс Льюїс Міллер (англ. Maria Miller; нар. 26 березня 1964, Вулвергемптон, Англія) — британська економістка і політик-консерватор. З 2005 року вона є членом Палати громад, з 4 вересня 2012 по 9 квітня 2014 була міністром культури, ЗМІ і спорту в уряді Девіда Кемерона.

## Життєпис
Закінчила Лондонську школу економіки, де здобула ступінь бакалавра у галузі економіки. Перед початком політичної кар'єри Міллер працювала у бізнесі, зокрема, у рекламі та енергетичній промисловості. У 1983 році увійшла до Консервативної партії. У 2001 році безуспішно балотувалась до Палати громад.
Після перемоги консерваторів на виборах у 2010 році, вона стала заступником міністра праці і пенсій, відповідала за роботу з людьми з обмеженими можливостями. У ході реконструкції уряду на початку вересня 2012 призначена керівницею Міністерства культури, ЗМІ і спорт, паралельно працюючи міністром у справах жінок та рівності.
Одружена, має трьох дітей.